# كأس الأبطال الفرنسي 2011
كأس الأبطال الفرنسي 2011 (بالفرنسية: 2011 Trophée des Champions)‏ مباراة جمعت بين مارسيليا و‌ليل في 27 يوليو 2011 على ملعب طنجة في مدينة طنجة، المغرب، وفاز بها مارسيليا بنتيجة 5–4.

## وصلات خارجية
- باللغة الفرنسية